# ويل (باد كاليه)
ويل، باد كاليه (بالفرنسية: Wail)‏ هي بلدية تقع في إقليم باد كاليه من منطقة نور با دو كاليه في شمال فرنسا. تبلغ مساحة هذه المدينة 9.15 (كم²)، وترتفع عن سطح البحر 72 م، يبلغ عدد سكانها 256 نسمة حسب إحصاء المعهد الوطني للإحصاء والدراسات الاقتصادية سنة 2009 م. وترأس Gérard Vandal البلدية خلال فترة (2001-2008).